# Johannesburg Stadium
Johannesburg Stadium – wielofunkcyjny stadion w Johannesburgu, w Republice Południowej Afryki. Został otwarty w 1992 roku. Może pomieścić 37 500 widzów. Obiekt położony jest w kompleksie sportowym, w którym znajduje się jeszcze m.in. stadion Ellis Park czy hala sportowa Standard Bank Arena. Stadion gościł lekkoatletyczny Puchar Świata w 1998 roku, był także główną areną Igrzysk Afrykańskich w roku 1999. Organizowano na nim również koncerty światowej sławy artystów, jak Tiny Turner, U2, Spice Girls czy Michaela Jacksona.